# Frankendamm 5 (Stralsund)

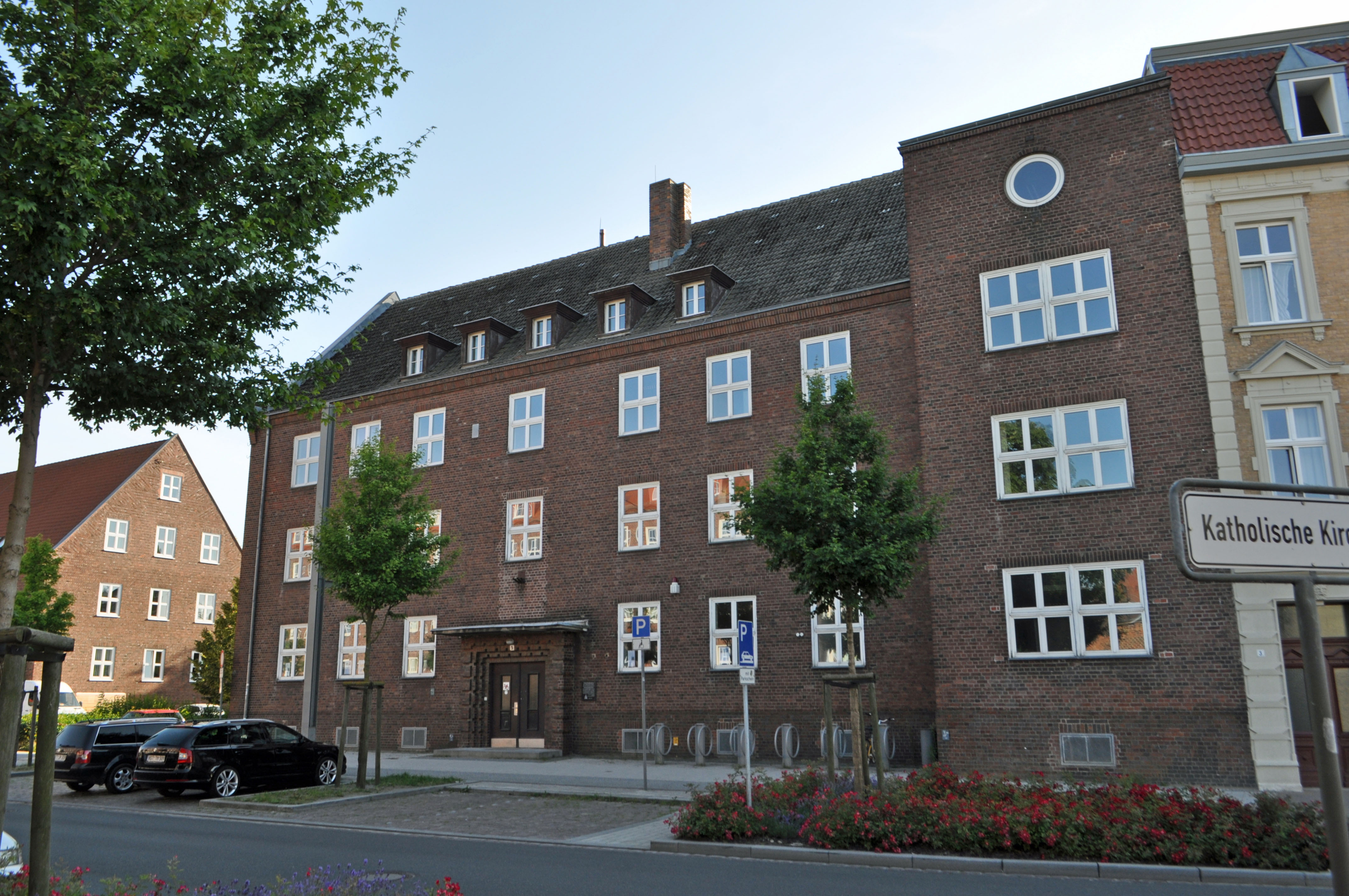
Das Haus Frankendamm 5 in Stralsund (2013)

Das Gebäude mit der postalischen Adresse Frankendamm 5 ist ein denkmalgeschütztes Bauwerk am Frankendamm in Stralsund.
Der dreigeschossige und achtachsige Klinkerbau wurde Anfang der 1930er Jahre als „Marinebauamt“ errichtet.
Die nördliche Achse ist als überhöhter Risalit vorgezogen. Die übrigen sieben Achsen zeigen in der Fassade einen streng symmetrischen Aufbau.
Das Haus liegt im Randgebiet des von der UNESCO als Weltkulturerbe anerkannten Stadtgebietes des Kulturgutes „Historische Altstädte Stralsund und Wismar“. In die Liste der Baudenkmale in Stralsund ist es mit der Nummer 196 eingetragen.
In dem Gebäude residierte bis 1989 die Kreisdienststelle Stralsund des Ministeriums für Staatssicherheit. Daran erinnert eine Gedenktafel am Haus.